# Edgard Varèse
Edgard Victor Achille Varèse (født 22. december 1883, død 6. november 1965) var en fransk-amerikansk komponist og dirigent. Han emigrerede i 1915 til USA. Har bl.a. skrevet operaer, symfoniske værker og rapsodier, ofte med elektronisk lyd og tolvtoneteknik. Han er ofte blevet kaldt støjens komponist, hvilket på mange måder er korrekt, for han var den vigtigste pioner inden for den udvikling der indlemmer støjen som et fuldgyldigt musikalsk udtryksmiddel.

## Værker
- Un grand sommeil noir, sang til tekst af Paul Verlaine for stemme og klaver (1906)
- Amériques for stort orkester (1918–1921; revised 1927)
- Offrandes for sopran og kammerorkester (digte af Vicente Huidobro og José Juan Tablada)(1921)
- Hyperprism for blæsere og slagtøj (1922–1923)
- Octandre for syv blæseinstrumenter og kontrabas (1923)
- Intégrales for blæsere og slagtøj (1924–1925)
- Arcana for stort orkester (1925–1927)
- Ionisation for 13 perkussionister (1929–1931)
- Ecuatorial for basstemme (eller unisont mandskor), bratsch, orgel, slagtøj og theremin; tekst af Francisco Ximénez) (1932–1934)
- Density 21.5 for solofløjte (1936)
- Tuning Up for orkester (udkast 1946; færdiggjort af Chou Wen-Chung, 1998)
- Étude pour espace for sopransolo, kor, 2 klaverer og slagtøj (1947; orkestreret og arrangeret af Chou Wen-chung for blæseinstrumenter og slagtøj til opførelse i 2009) (tekster af Kenneth Patchen, José Juan Tablada og St. John of the Cross)
- Dans for Burgess for kammerensemble (1949)
- Déserts for blæsere, slagtøj og elektronisk bånd (1950–1954)
- La procession de verges for elektronisk bånd (lydspor til Around and About Joan Mirò, instrueret af Thomas Bouchard) (1955)
- Poème électronique for elektronisk bånd (1957–1958)
- Nocturnal for sopran, mandskor og orkester, tekst fra The House of Incest af Anaïs Nin (1961)